# اللغات الحورو-أورارتية
اللغات الحورو-أورارتية هي عائلة لغات منقرضة في الشرق الأدنى القديم، تكلم بها الحوريون والاوارتيون وتضم فقط لغتين معروفتين: الحورية والأورارتية، وكلتيهما كانت مستخدمة في منطقة جبال طوروس.

## التبويب
الحورو-أورارتية لم تكن على صلة بالسامية (فرع من الأفرو-آسيوية، مثل الآرامية والأكدية) ولا باللغات بالهندو-أوروبية (مثل الفارسية أو الأرمنية) من المنطقة.
اقترح أنصار اللوغاريتمات اللغوية أن الحورو-أورارتية والقوقازية الشمال شرقية يشكلون عائلة «الأوردية»، لكن هذا بدون دعم في علم اللغة السائد.
ربما تكون اللغة الكاسية المشكّلة بشكل سيء مرتبطة بالحورية.

## الهامش
1. ↑  Nordhoff، Sebastian؛ Hammarström، Harald؛ Forkel، Robert؛ Haspelmath، Martin، المحررون (2013). "Hurro-Urartian". غلوتولوغ. Leipzig: Max Planck Institute for Evolutionary Anthropology. {{استشهاد بكتاب}}: الوسيط |إظهار المحررين=4 غير صالح (مساعدة)، الوسيط غير المعروف |chapterurl= تم تجاهله يقترح استخدام |مسار الفصل= (مساعدة)، وروابط خارجية في |chapterurl= (مساعدة)
2. ↑  Igor M. Diakonoff, Sergei A. Starostin. "Hurro-Urartian and East Caucasian Languages", Ancient Orient. Ethnocultural Relations. Moscow, 1988, pp. 164-207 http://starling.rinet.ru/Texts/hururt.pdf نسخة محفوظة 2 يوليو 2020 على موقع واي باك مشين.
3. ↑  Schneider, Thomas (2003). "Kassitisch und Hurro-Urartäisch. Ein Diskussionsbeitrag zu möglichen lexikalischen Isoglossen". Altorientalische Forschungen (بالألمانية) (30): 372–381.

## وصلات خارجية
- Comparative Notes on Hurro-Urartian, Northern Caucasian and Indo-European